# Вероника галатская
Веро́ника гала́тская (лат. Veronica galathica) — многолетнее травянистое растение, вид рода Вероника (Veronica) семейства Подорожниковые (Plantaginaceae).

## Распространение и экология
Ареал вида охватывает Грузию (Кутаиси), Турцию (Понтийские горы, Восточный и Центральный Тавр), Сирия (горы Аман). Описан из Галати в окрестностях Кутаиси.
Произрастает на известняковых склонах и скалах в средней полосе гор.

## Ботаническое описание
Стебли высотой 15—25 см, у основания деревянистые, распростёртые и приподнимающиеся, густо ветвистые, крепкие, почти голые или курчаво опушённые, густо облиственные.
Листья кожистые, сидячие, длиной 15—22 мм, шириной 4—7 мм, продолговатые или продолговато-ланцетные, к основанию клиновидные, на верхушке островатые, по краю почти загнутые. На нижних ветвях листья по краю с несколькими зубцами, остальные цельнокрайные, все с поверхности прозрачно-точечные, с двух сторон сероватые от курчавого опушения, более густого сверху.
Кисти многоцветковые, прямостоячие, длиной около 15 см, расположенные в пазухах верхних листьев. Цветоножки прямые, почти равные коробочке. Прицветники ланцетные, короче цветоножек. Доли чашечки ланцетные, тупые.
Коробочка длиной около 6 мм, шириной 4 мм, продолговато-яйцевидная, округлая к основанию, на верхушке слабо выемчатая, опушенная. Семена плоские, двояко-выпуклые, неявственно морщинистые.

## Таксономия
Вид Вероника галатская входит в род Вероника (Veronica) семейства Подорожниковые (Plantaginaceae) порядка Ясноткоцветные (Lamiales).
|  |                                      |  |                                                             |                                                             |                          |  | ещё 21 семейство (согласно Системе APG II) | ещё 21 семейство (согласно Системе APG II) |                        |  |  |  | ещё от 300 до 500 видов |
|  |                                      |  |                                                             |                                                             |                          |  | ещё 21 семейство (согласно Системе APG II) | ещё 21 семейство (согласно Системе APG II) |                        |  |  |  | ещё от 300 до 500 видов |
|  |                                      |  |                                                             | порядок Ясноткоцветные                                      |                          |  |                                            |                                            | род Вероника           |  |  |  |                         |
|  |                                      |  |                                                             | порядок Ясноткоцветные                                      |                          |  |                                            |                                            | род Вероника           |  |  |  |                         |
|  | отдел Цветковые, или Покрытосеменные |  |                                                             |                                                             | семейство Подорожниковые |  |                                            |                                            | вид Вероника галатская |  |  |  |                         |
|  | отдел Цветковые, или Покрытосеменные |  |                                                             |                                                             | семейство Подорожниковые |  |                                            |                                            |                        |  |  |  |                         |
|  |                                      |  | ещё 44 порядка цветковых растений (согласно Системе APG II) | ещё 44 порядка цветковых растений (согласно Системе APG II) |                          |  |                                            | ещё 90 родов                               | ещё 90 родов           |  |  |  |                         |
|  |                                      |  |                                                             | ещё 44 порядка цветковых растений (согласно Системе APG II) |                          |  |                                            |                                            | ещё 90 родов           |  |  |  |                         |